# Amyema sanguinea
Amyema sanguinea là một loài thực vật có hoa trong họ Loranthaceae. Loài này được (F.Muell.) Danser mô tả khoa học đầu tiên năm 1929.